# Alfred Cheney Johnston

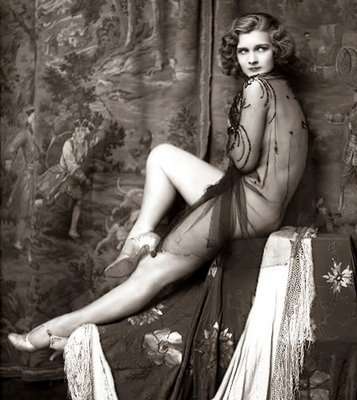
Alfred Cheney Johnston: Drucilla Strain, 1920, 33,4x26,7cm, Sbírka Gruber Collection

Alfred Cheney Johnston (8. dubna 1885 New York – 17. dubna 1971 Oxford, Connecticut) byl americký fotograf glamourových snímků, známý především portréty modelek taneční revue Ziegfeld Follies.

## Život a dílo
Johnston se narodil v bohaté rodině bankovního úředníka, se kterou se odstěhoval do Mount Vernonu. Vystudoval malbu a ilustraci na National Academy of Design v New Yorku. Poté, co odpromoval v roce 1908, se začal věnovat portrétní malbě a později také fotografii. Základy se naučil jako retušér ve studiu Napoleona Saronyho. Zpočátku prosazoval umělecký výtvarný přístup, ale když jej Flo Ziegfeld v roce 1917 jmenoval oficiálním fotografem divadelní revue Ziegfeld Follies, začal budovat svou kariéru glamour fotografa. V zobrazování tanečnic pro revue, takzvaných Ziegfeld-girls, projevil velkou zručnost - jeho oblečené modelky vypadaly jako nahé.
Kromě Ziegfeld-girls fotografoval ve dvacátých letech mnoho hvězd stříbrného plátna, včetně Dolly Sisters, Gloria Swanson, Mae Marsh, dvojčata Madeline a Marion Fairbanksové a Lillianu a Dorothu Gishovy. Jeho fotografie měly velký vliv na image Hollywoodu tehdejšího desetiletí.
S Ziegfeldem bylo jeho jméno spojováno dalších patnáct let. Přitom také provozoval svá vlastní velmi úspěšná komerční fotografická studia na různých místech v New Yorku, fotografoval téměř vše: od začínajících hereček a společenských matron až po širokou škálu luxusních maloobchodních komerčních produktů, módu pro muže i pro ženy nebo reklamu v časopisech. S koncem němého filmu však začala sláva Johnstonových fotografií ubývat. Objevovali se noví fotografové jdoucí v jeho šlépějích, ale také s novými nápady. Po smrti Flo Ziegfelda se věnoval portrétování ve studiu. V roce 1940 odešel do svého venkovského sídla v Connecticutu a zaměřoval se především na fotografie aktu. V roce 1971, tři roky po smrti své manželky, zemřel na následky dopravní autonehody.
V roce 1937 Johnston vydal knihu portrétů Enchanting Beauty (New York, NY: Swan Publications Inc., 1937). Knížka obsahuje 94 černobílých snímků (většinou asi 7x9 palců uprostřed stránky 9x12 palců, i když některé obrázky jsou kruhového formátu nebo i jiného). Jeho práce byly fotografovány v interiéru fotografického studia před černou látkou nebo ilustrovaným pozadím (tapisérií), 37 fotografií bylo pořízeno venku v řece nebo na rozkvetlé louce a podobně. Není překvapivé, že v knize jsou všechny snímky ve stydké oblasti "přestříkané" černou barvou, aby vyhovovaly právní stránce své doby pokud jde o standardy pro vydávání publikací.

## Sbírky
V roce 1960 daroval 250 svých snímků knihovně Library of Congress ve Washingtonu. Jeho portréty jsou nyní zastoupeny ve sbírkách "L. Fritze Grubera" v Museum Ludwig v Kolíně, kde se nacházejí ve stejném prostoru jako například díla Man Raye. Nakladatelství Taschen Johnstonovi věnovalo kapitolu v díle Fotografie 20. století.

## Galerie

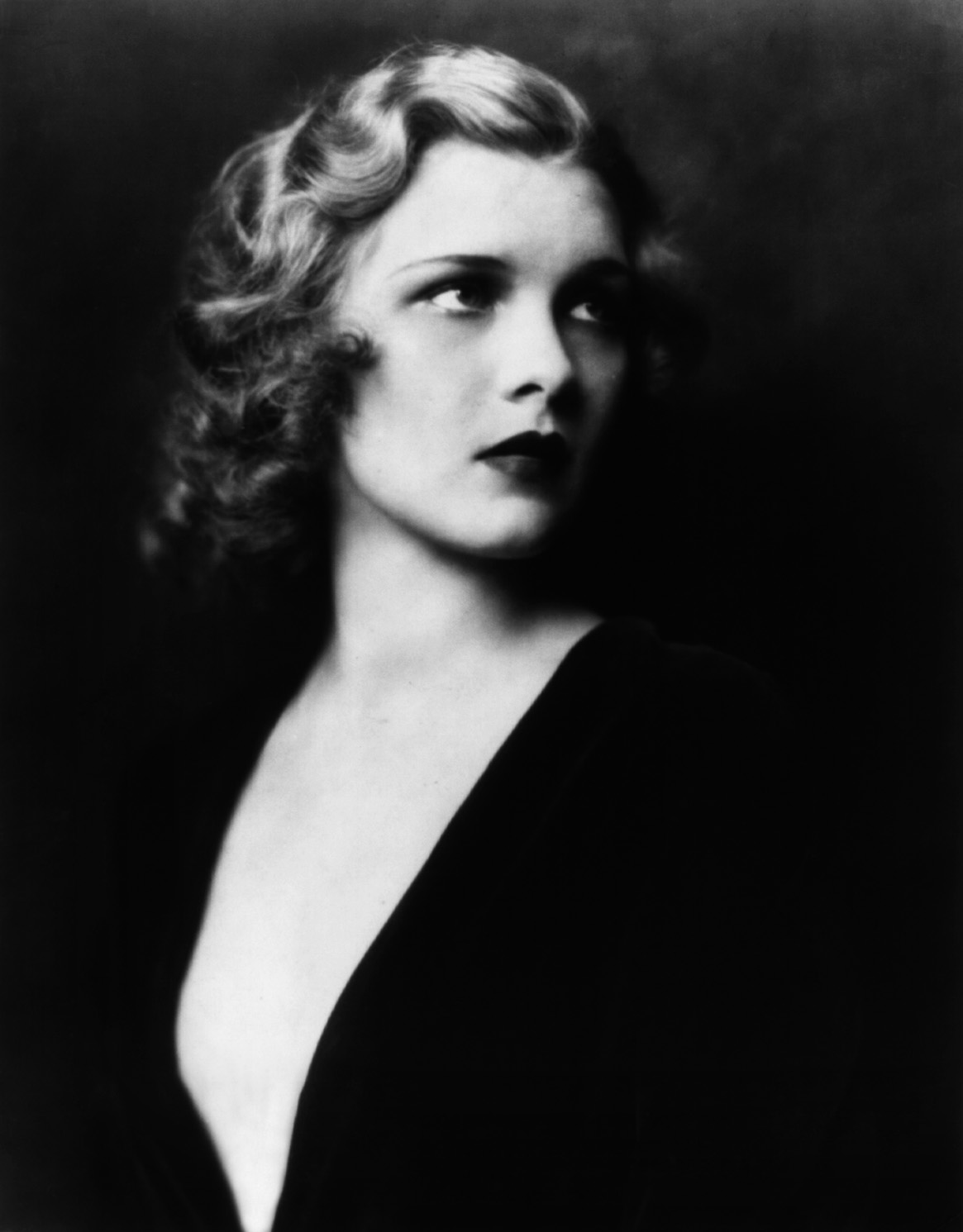
Drucilla Strain, Ziegfeldgirl, 1929
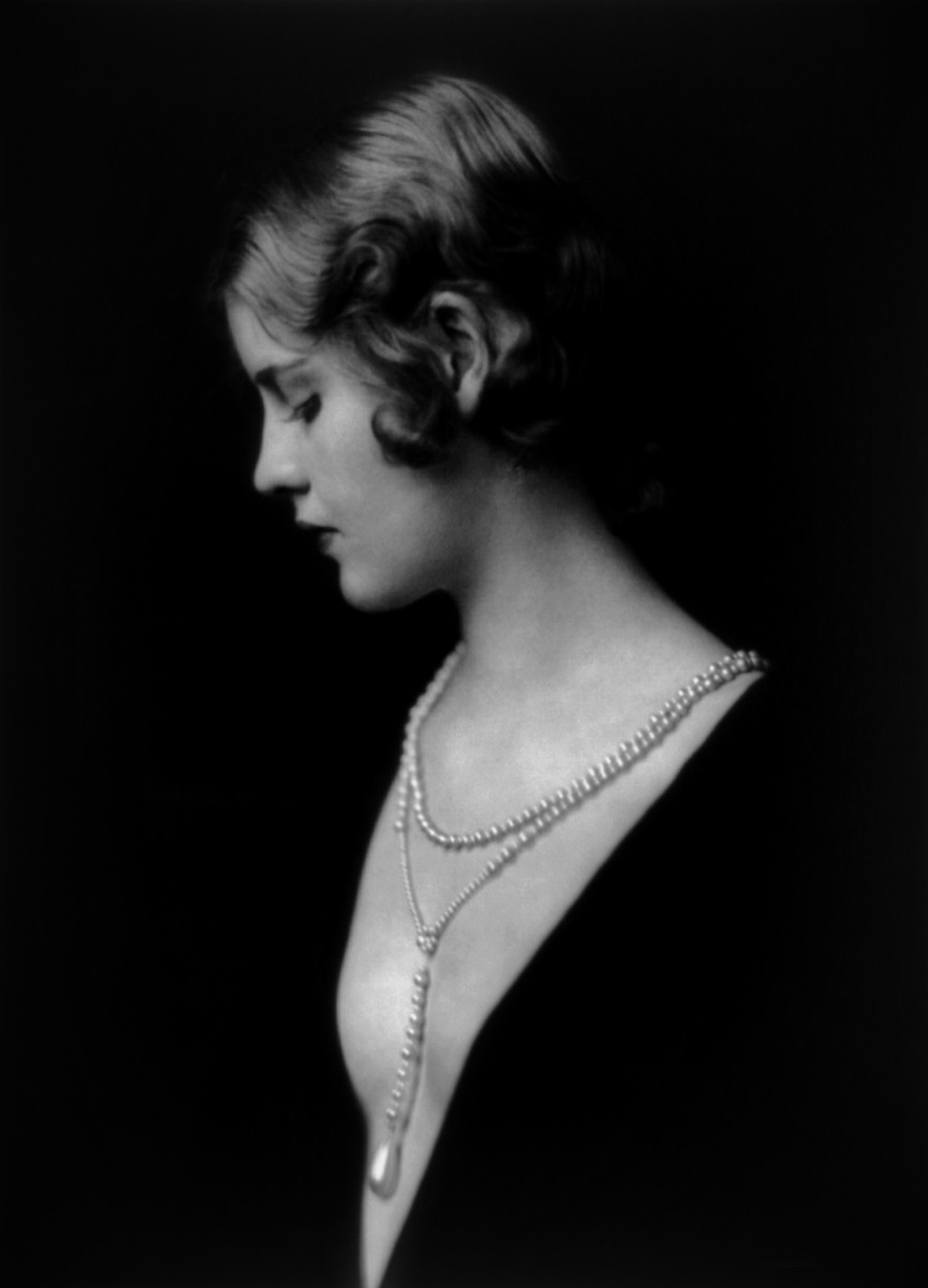
Caja Eric, Ziegfeldgirl, 1931
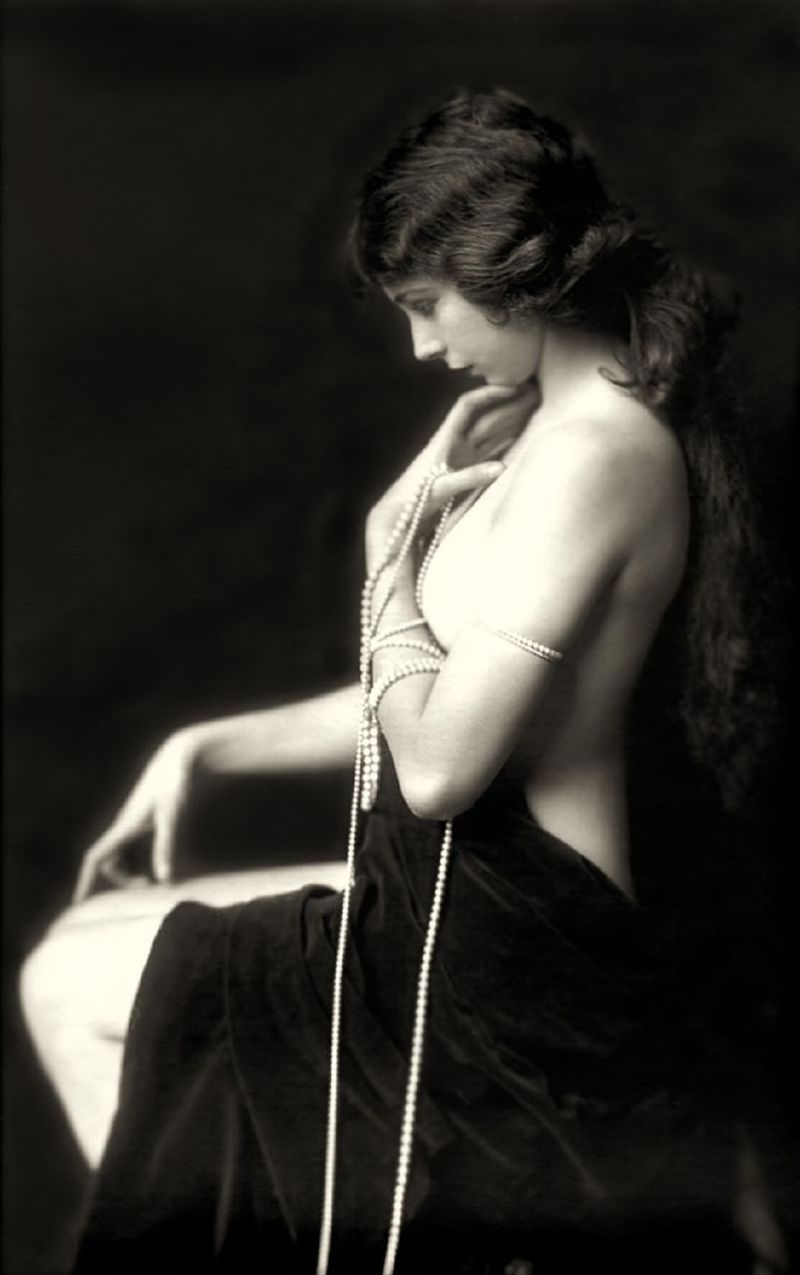
Ava Land, Ziegfeldgirl, 1921
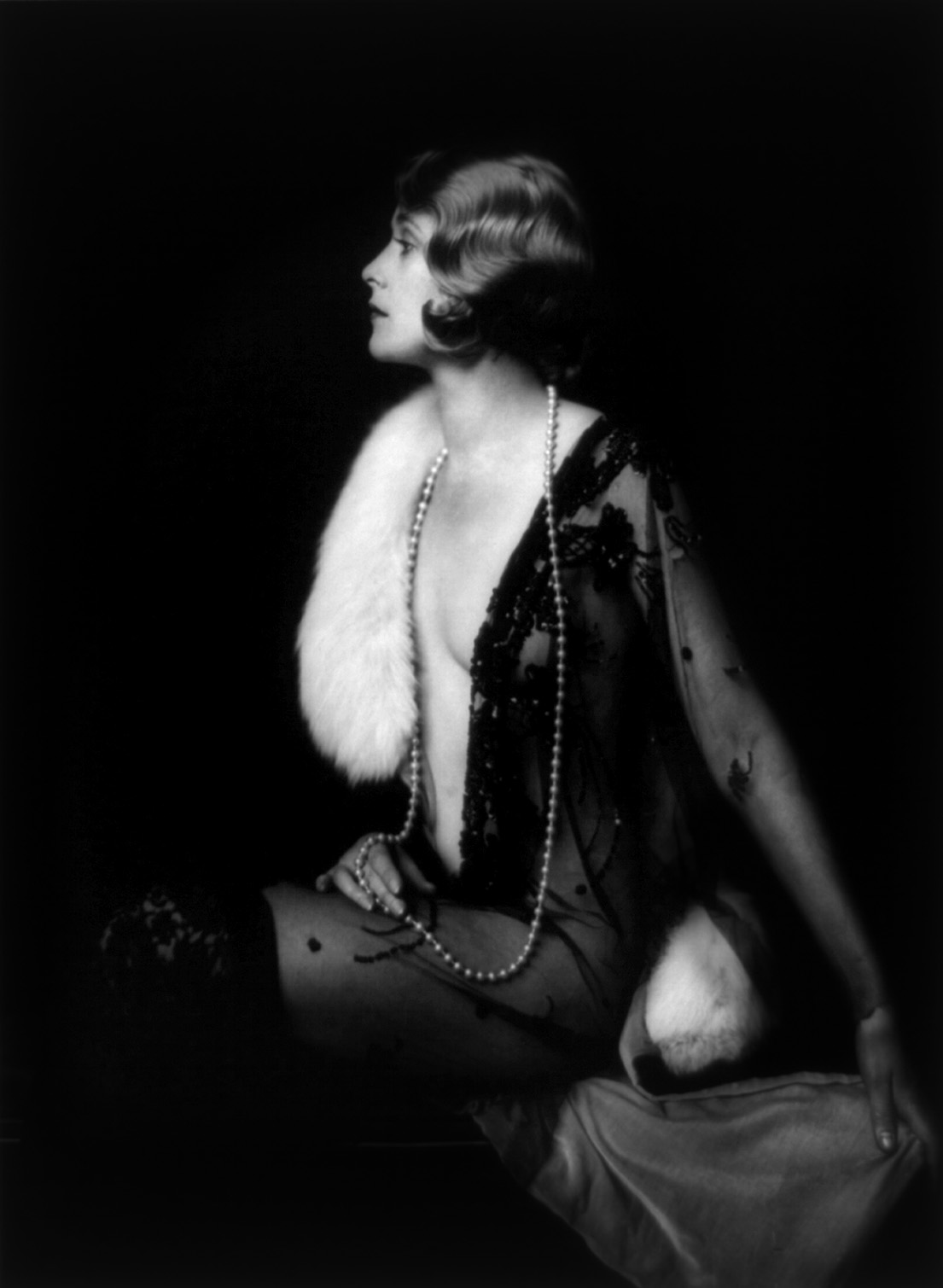
Muriel Finlay, Ziegfeldgirl, 1928
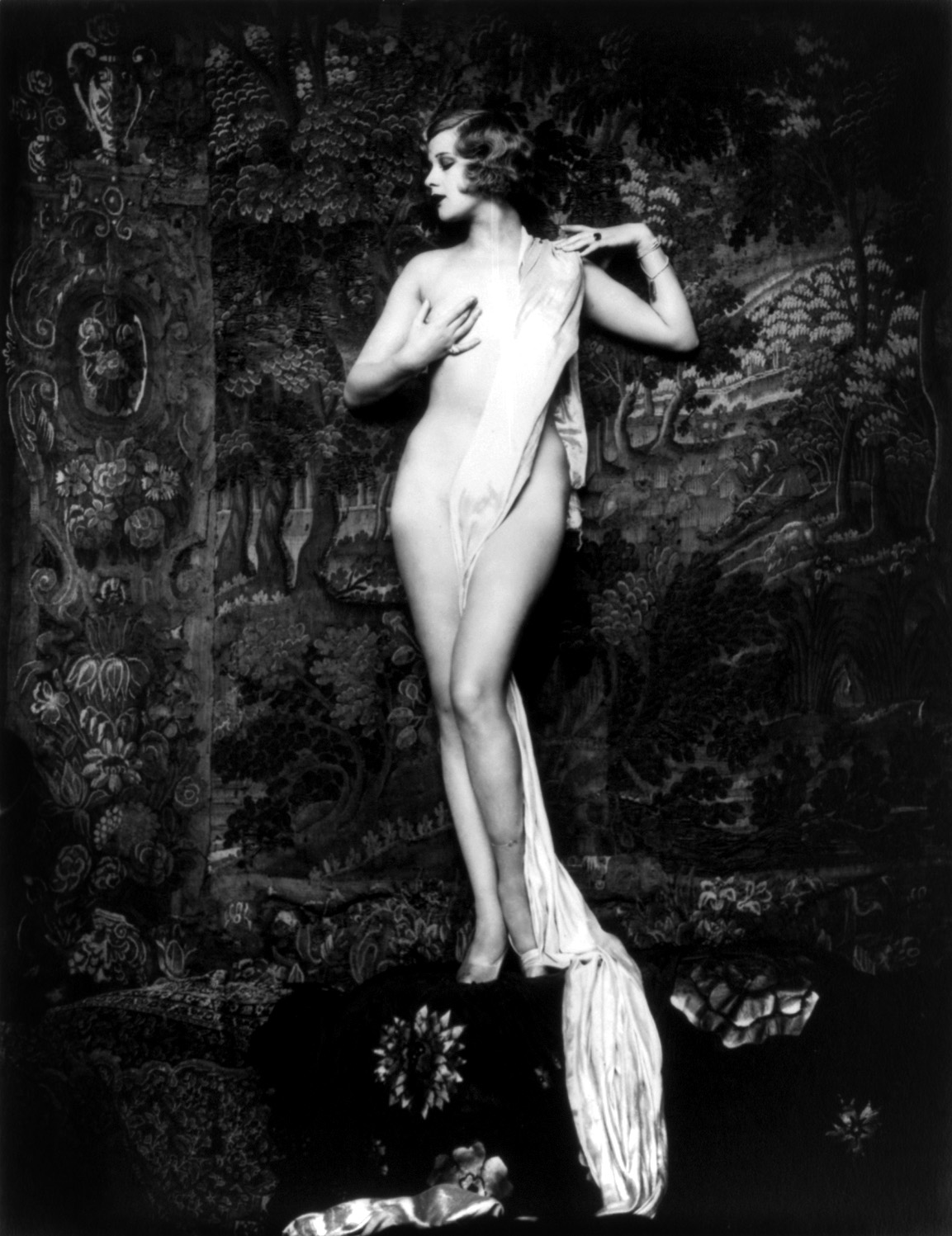
Hazel Forbes, Ziegfeldgirl, Miss Amerika 1928
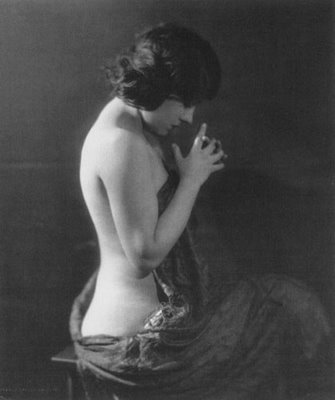
Herečka Gloria Swanson, 1920, Sbírka Gruber Collection
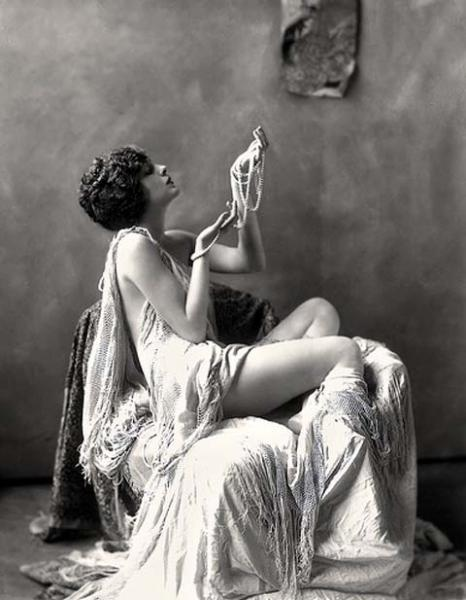
Herečka Billie Dove, asi 1920
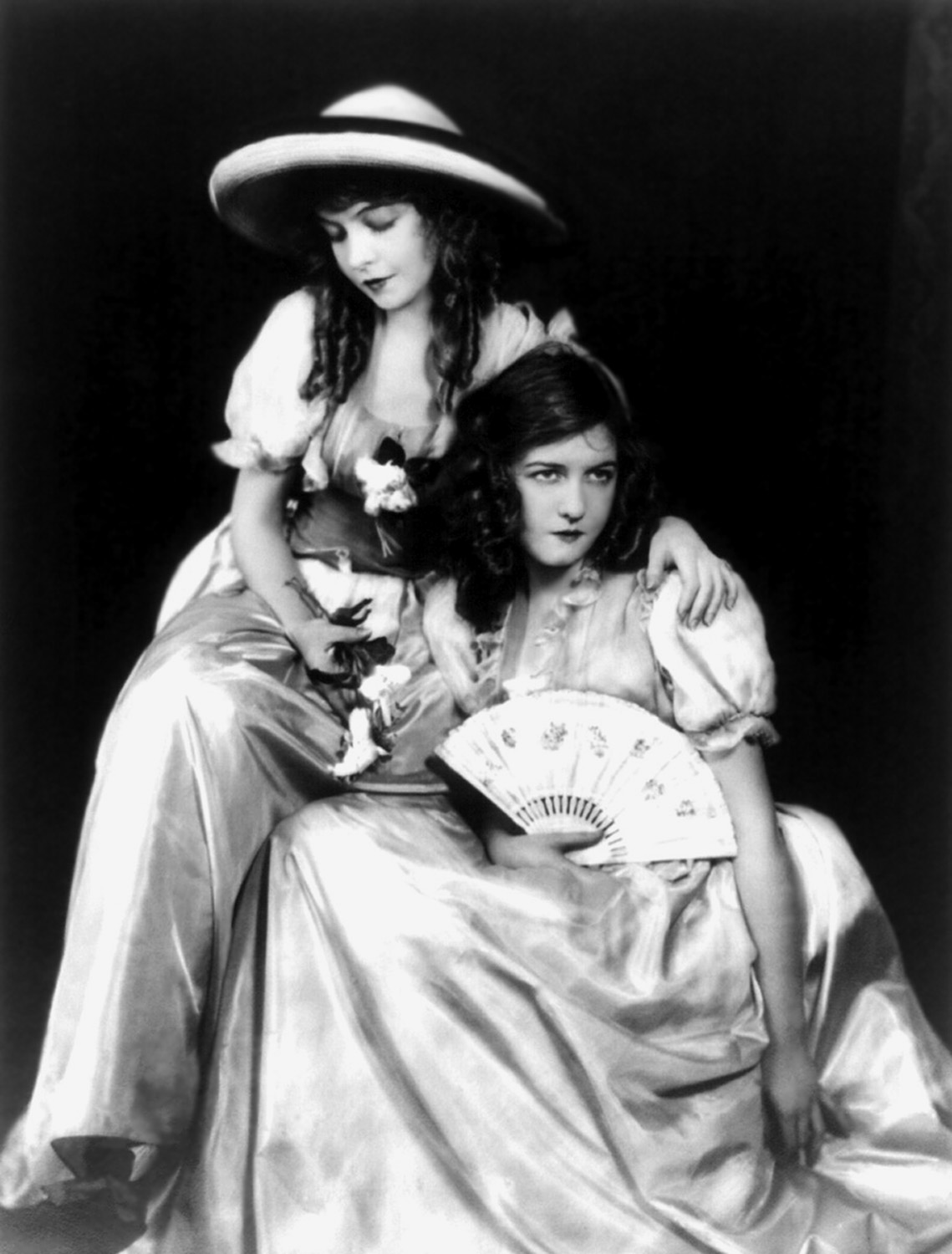
Lillian a Dorothy Gish
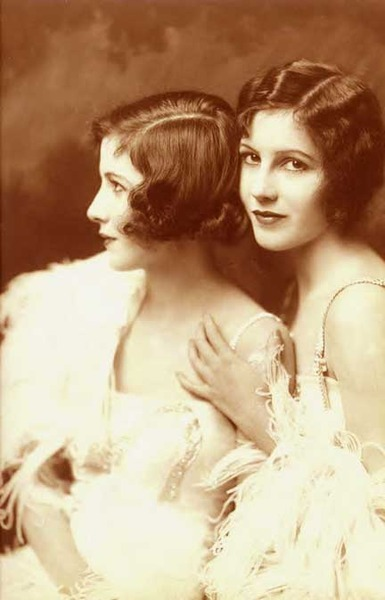
Dvojčata Madeline a Marion Fairbanksové